# James Walker (Hürdenläufer)
James Walker (* 25. Oktober 1957) ist ein ehemaliger US-amerikanischer Hürdenläufer und Sprinter.
1979 siegte er bei den Panamerikanischen Spielen in San Juan über 400 m Hürden und in der 4-mal-400-Meter-Staffel und gewann bei der Universiade Bronze über 400 m Hürden.
Der US-Olympiaboykott verhinderte seine Teilnahme an den Olympischen Spielen 1980. Er siegte beim ersatzweise abgehaltenen Liberty Bell Classic über 400 m Hürden.
1978 wurde er US-Meister über 400 m Hürden. Für die Auburn University startend wurde er 1978 sowie 1979 NCAA-Meister über 400 m Hürden und 1979 NCAA-Hallenmeister über 440 Yards.

## Persönliche Bestleistungen
- 400 m: 45,81 s, 14. April 1979, Knoxville
- 110 m Hürden: 13,67 s, 8. Juli 1976, Lüdenscheid
- 400 m Hürden: 48,48 s, 13. Mai 1979, Tuscaloosa